# کنسول بازی ویدئویی

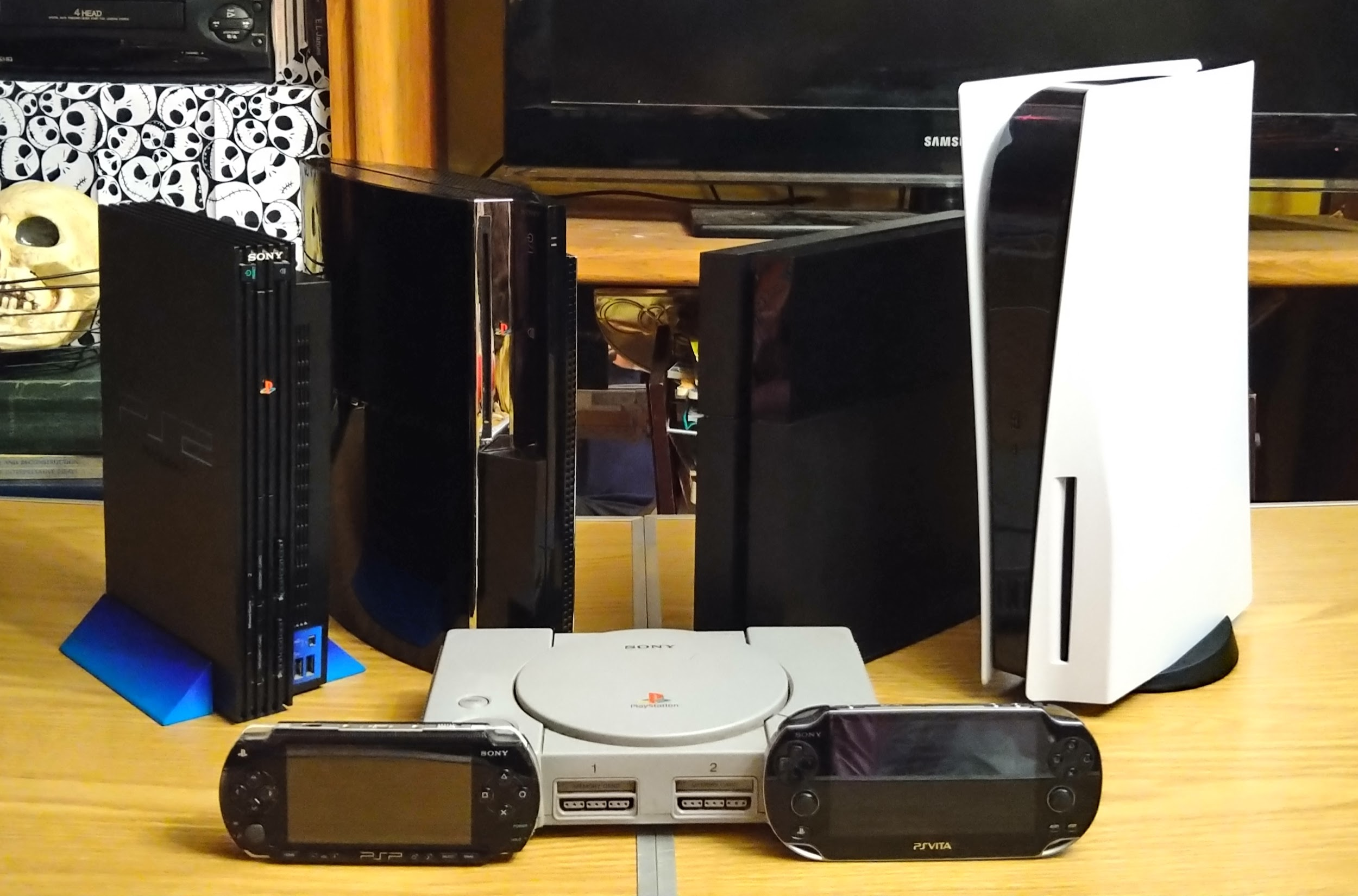
دستگاه های پلی‌استیشن سونی از پلی‌استیشن ۱ تا پلی‌استیشن ۵

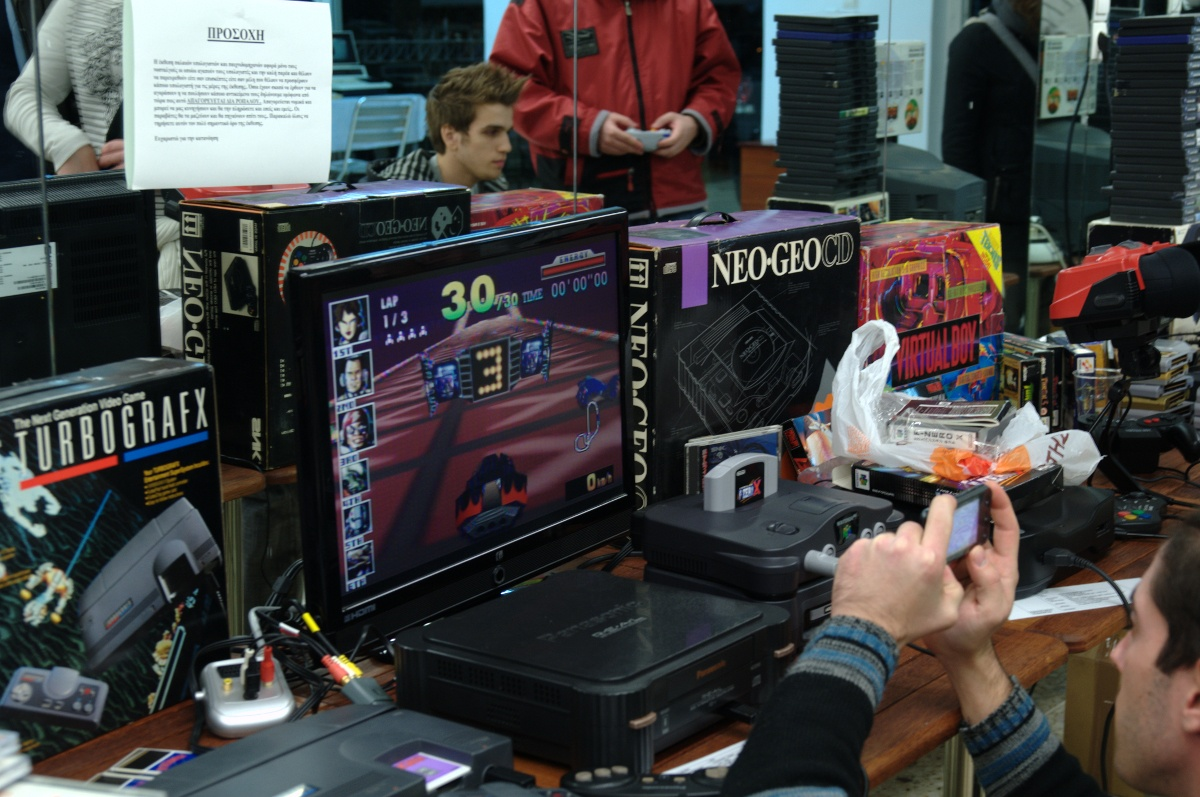
شماری کنسول بازی کلاسیک در یک نمایشگاه گیم

کنسول بازی یا پیشانهٔ بازی یک دستگاه الکترونیکی است که سیگنال یا تصویری را برای نمایش یک بازی ویدئویی که می‌توان با کنترلر بازی کرد، ارائه می‌دهد. این دستگاه‌ها ممکن است کنسول‌های خانگی باشند که معمولاً در یک مکان دائمی متصل به تلویزیون یا دیگر دستگاه‌های نمایشگر قرار می‌گیرند و با یک کنترلر جداگانه کنترل می‌شوند؛ یا کنسول‌های دستی، که شامل یک نمایشگر و دکمه‌های کنترلر هستند که در دستگاه تعبیه شده‌است.
کنسول‌های بازی ویدیویی به‌طور معمول در یک چرخه پنج تا هفت ساله به نام نسل به فروش می‌رسند و با کنسول‌هایی که با توان فنی همانند ساخته می‌شوند یا در همان دوره زمانی ساخته می‌شوند، در یک «نسل» گروه‌بندی می‌شوند. صنعت کنسول‌ها، از استراتژی تیغ صورت و تیغه‌ها بهره برده‌است؛ یعنی سازندگان، بیشتر کنسول‌ها را با قیمت‌های پایین و گاهی با ضرر می‌فروشند، در هنگامی که در درجه نخست از هزینه‌های جانبی مانند هر بازی فروخته‌شده سود می‌برند. همچنین منسوخ شدن برنامه‌ریزی شده، مشتریان را به سوی خرید نسل بعدی کنسول می‌کشاند. در حالی که تولیدکنندگان پرشماری در تاریخ بازار کنسول‌ها آمده و رفته‌اند، همیشه دو یا سه رهبر پیش‌رو در بازار وجود داشته‌اند که بازار کنونی توسط سونی (با برند پلی‌استیشن) و مایکروسافت (با برند ایکس‌باکس) رهبری می‌شود. همچنین نینتندو دیگر سازنده بزرگ است که هم‌اکنون کنسول سوییچ را می‌فروشد.

## برترین توسعه دهندگان
| توسعه دهنده     | نسل اول        | نسل دوم     | نسل سوم                                | نسل چهارم        | نسل پنجم    | نسل ششم                  | نسل هفتم     | نسل هشتم      | نسل نهم                     |
| --------------- | -------------- | ----------- | -------------------------------------- | ---------------- | ----------- | ------------------------ | ------------ | ------------- | --------------------------- |
| ماگناوکس/فیلیپس | اودسی          | اودسی ۲     | ویدئو پک - G7400                       | CD-i             | _           | _                        | _            | _             | _                           |
| مَتِل             | _              | اینتلی ویژن | _                                      | _                | _           | _                        | هایپر اسکن   | _             | _                           |
| شهاب            | RS 264         |             |                                        | _                |             | _                        |              | _             | _                           |
| آتاری           | پونگ خانگی     | 2600        | 7800 - XEGS                            | _                | آتاری جگوار | _                        | _            | اتاری VCS     | _                           |
| کولِسو           | تل استار       | کولِکوویژن   | _                                      | _                | _           | کامِلِن (لغو شده)          | _            | _             | _                           |
| کامِدور          | _              | _           | کامِدور ۶۴                              | CDTV             | _           | آمیگا CD32               | _            | _             | _                           |
| نینتندو         | کالر تی وی گیم | _           | فامی کوم/ NES                          | سوپر NES         | نینتندو ۶۴  | گیم کیوب                 | وی           | وی یو         | نینتندو سوییچ               |
| سگا             | _              | _           | sg-1000 / مستر سیستم                   | مگا درایو/ جنسیس | ساترن       | دریم کست                 | _            | _             | _                           |
| دل              | _              | _           | _                                      | _                | _           | _                        | _            | _             | الین ویر آلفا               |
| NEC هادسون سافت | _              | _           | توربو - Grafx 16 توربو اکسپرس توربو CD | PC-FX            | _           | _                        | _            | _             | _                           |
| پاناسونیک       | _              | _           | _                                      | _                | 3DO         | M2 (لغو شده) پاناسونیک Q | _            | _             | پاناسونیک جانگِل (لغو شده)   |
| سونی            | _              | _           | _                                      | _                | پلی‌استیشن   | پلی‌استیشن ۲              | پلی‌استیشن ۳  | پلی‌استیشن ۴   | پلی‌استیشن ۵                 |
| مایکرو سافت     | _              | _           | _                                      | _                | _           | ایکس‌باکس                 | ایکس‌باکس ۳۶۰ | ایکس باکس وان | ایکس باکس سری ایکس و سری اس |
| گوگل            | _              | _           | _                                      | _                | _           |                          |              |               | گوگل استادیا                |
| آمازون          | _              | _           | _                                      | _                | _           | آمازون لونا              |              |               |                             |
| کی‌اف‌سی          | _              | _           | _                                      | _                | _           | کی‌اف‌کنسول                |              |               |                             |
| استیم           | _              | _           | _                                      | _                | _           | استیم دک                 |              |               |                             |

## پیشینه

### نسل اول
اگرچه نخستین بازی‌های رایانه‌ای در سال ۱۹۵۰ ساخته شدند اما تا سال ۱۹۷۲ از کنسول‌های بازی خبری نبود. در همین زمان بود که یک وسیله الکترونیکی جدید پا به بازار گذاشت. نخستین کنسول خانگی که با کابل به تلویزیون متصل می‌شد Magnavox Odyssey نام داشت و نخستین بازی آن نیز پینگ پونگ بود.
طی سال‌های ۱۹۷۵ به بعد Odyssey 100 منتشر شد که یک بازی دیگر را نیز به همراه داشت. افزون بر پینگ پونگ بازی هاکی نیز برای ان ساخته شده بود. در همین زمان شرکت شهاب برای اولین بار و همزمان با توزیع جهانی نسل اول کنسول‌ها اولین کنسول بازی ایرانی را تحت عنوان Shahab RS264 روانه بازار کرد. علاوه بر بازی‌های قبلی پلوتا، اسکواش، فوتبال، تنیس هم به آن اضافه شده بود. کنسول بعدی در این نسل Odyssey 200 بود که قابلیت بازی همزمان چهار نفر را داشت و بازی Smash نیز با ان منتشر شد.
این بازی‌ها همگی ساخته شده توسط کمپانی Atari بودند.
در همین دوران بود که ساخت کنسول‌های خانگی مورد توجه بسیاری از کمپانی‌ها قرار گرفت و درآمد زایی از فروش ان زیر ذره بین رفت.

### نسل دوم
کمپانی Fairchild یک نوع سرگرمی برای کودکان را روانه بازار کرد و نام خود را Fairchild Video Entertainment System – VES در سال ۱۹۷۶ قرار داد.
در آن زمان کنسول‌ها خانگی برای ثبت اطلاعات خود از نوعی وسیله مانند کارتریج استفاده می‌کردند که گویا بعد از مدتی این مخزن‌ها خالی می‌شد و نیاز بود که شارژ مجدد گردند (جوهری در داخل آن‌ها نبود بلکه باید حافظه آن‌ها خالی می‌شد). به همین منظور کمپانی VES از نوعی ریز پردازنده استفاده کرد تا اطلاعات کارتریج‌ها را روی ان ذخیره کند و دیگر نیازی به شارژ کارتریج‌ها نبود هر چند که کمپانی Atari مدتی بعد کارتریج‌های خود را به این نوع پیشرفته تغییر داد.
سقوط مرگبار بازی‌های رایانه‌ای در نسل دوم
در سال ۱۹۷۷ بازی‌های رایانه‌ای سقوطی وحشتناک را تجربه کرد. در این سال اکثر کمپانی‌ها به دلیل استفاده از سیستم تراشه RCA کمپانی Fairchild ورشکسته شدند و تبدیل به محلی برای خرید و فروش کنسول‌های دست دوم شدند. تنها Atari و Magnavox به عنوان کنسول‌های خانگی ساخت و فروش خود را حفظ کردند.

#### تولد دوباره کنسول‌ها در نسل دوم
تقریباً از سال ۱۹۷۷ تا سال ۱۹۸۰ بازار در سلطه کمپانی VES بود اما در همین سال Magnavox کنسول جدید خود Odyssey² را که قابلیت استفاده از کارتریج‌های قابل برنامه‌ریزی شدن را داشت روانه بازار کرد و دوباره رونقی به کنسول‌های خانگی داد. در سال ۱۹۸۰ بود که شرکت Atari بازی Space Invaders را روانه بازار کرد.
در سال ۱۹۸۰ بود که روند حقوق کنسول‌ها و بازیهای انحصاری مورد بررسی قرار گرفت و کمپانی اتاری اولین کنسول خود را روانه بازار کرد. کنسول Atari 2600 با گرافیک و بازیهای ذخیره شده بر روی تراشه‌های الکترونیکی وارد بازار شد تا بیش از پیش رشد این صنعت سریع تر شود.
Atari 2600 سلطان بدون رقیب نسل دوم بازیهای رایانه‌ای بود.
سقوط دوباره بازی‌های رایانه‌ای
در سال ۱۹۸۴ باز هم صنعت بازیهای رایانه‌ای دچار یک سقوط وحشتناک شد. کمپانی‌های ساخت بازی‌های رایانه‌ای مثل E.T. بسیار فقیر شده بودند و تا مرز ورشکستی رفته بودند. بازی کننده‌ها علاقه خود را به بازی‌های رایانه‌ای ساخته شده از دست داده بودند و دیگر تمایلی برای خرید کنسول‌ها نداشتند. کمپانی بزرگ Mattel Electronics خود را ورشکسته اعلام کرد و تمام دارایی‌های خود را به شرکت INTV Corporation فروخت.
ساخت و فروش کنسول‌های بازی رایانه‌ای در شمال آمریکا در سال ۱۹۸۴ به‌طور کامل تعطیل شد.

### نسل سوم
در سال ۱۹۸۳ کمپانی نینتندو یک کامپیوتر خانگی با نام Famicom را در ژاپن منتشر کرد. Famicom رزولوشن بالاتری را پشتیبانی می‌کرد و همچنین بازی‌های را با گرافیک بهتری به نمایش می‌گذاشت. بازی‌های ارائه شده توسط این وسیله دارای جزئیات بیشتری بودند و رنگ‌های طبیعی تری داشتند.
Nintendo Entertainment System – NES در سال ۱۹۸۵ این کنسول خانگی را وارد آمریکا کرد و به عنوان یک کنسول جدید در بازار فروخت.
نسبت با کنسول‌های قبلی و قدیمی کنسول نینتندو از یک نوع کارتریج جدید برای بازی‌های استفاده می‌کرد که از درب جلویی کنسول وارد ان می‌شد.
برای این کنسول بسته‌های بازی Super Mario Brothers و light gun -the Zapper  منتشر شدند. یک بازی با نام روبات یا R.O.B. نیز برای این کنسول ساخته شد.
همانند بازی Space Invaders برای ۲۶۰۰، نینتندو نیز بازی فوق موفق Super Mario Bros را به عنوان عامل موفقیت کنسول خود روانه بازار کرد. در همین زمان بود که کمپانی Sega برای رقابت با نینتندو در حال شکل‌گیری بود.
برای اولین بار توسط نینتندو سیستم PAL برای دیگر مناطق دنیا مانند برزیل استفاده شد و باعث فروش بیشتر کنسول نینتندو شد.

### نسل چهارم
کنسول جدید کمپانی سگا با نام Mega Drive/Genesis وارد بازار شد این کنسول در ۱۹ اکتبر سال ۱۹۸۸ در ژاپن و در ماه آگوست در آمریکا منتشر شد. برای اولین بار نیز بازار اروپا عرضه مستقیم کنسول را تجربه کرد و در سال ۱۹۹۰ Mega Drive/Genesis وارد اروپا شد.
دقیقاً دو سال بعد کنسول Super Nintendo را کمپانی نینتندو روانه بازار کرد. در همین زمان کمپانی Sega کنسول‌های خود را با درایوهای نوری روانه بازار کرد و نام‌های Mega CD/Sega CD را برای آن‌ها انتخاب کرد. در همین دوران بود که برنامه‌های چند رسانه‌ای تصویری و صوتی در بین مردم رواج پیدا کرده بود.
در همین سال‌ها بود که کمپانی سگا کنسول جدیدی با نام ۳۲X روانه بازار کرد که دارای گرافیکی بهتر بود و قابلیت پردازش چند ضلعی‌های بیشتری را داشت با این حال این کنسول به دلیل عدم حمایت از طرف سازندگان ان و بازی سازها با شکست سنگینی مواجه شد. اما ساخت ان باعث شد که بعضی کمپانی‌های جانبی به دنبال ساخت کنسول‌های قوی تر با قابلیت‌های بهتر باشند.
باندل کنسول
باندل به‌طور کلی به کنسول‌هایی گفته می‌شود که علاوه بر کنسول بازی دسته یا لوازم جانبی همراه کنسول هستند.

## کنسول‌های نسل‌های بعد
در حال حاضر شرکت‌هایی نظیر سونی مایکروسافت نینتندو و … اقدام به تولید کنسول‌های بازی می‌کنند که همواره در حال به روز رسانی می‌باشند.

آخرین کنسول‌های ساخته شده نسل نهم هستند مانند ایکس باکس سری ایکس و سری اس و پلی استیشن ۵.